# Osa (rzeka)
Osa (także pol. i niem. Ossa) – rzeka II rzędu w północnej Polsce o długości 96,2 km i dorzeczu 1594,5 km², prawy dopływ dolnej Wisły. Wypływa na Pojezierzu Iławskim z jeziora Perkun i kieruje się na południe, przepływa przez jeziora: Osa, Gardzień, Szymbarskie, Ząbrowskie, Popówko, Trupel i Płowęż, uchodzi do Wisły koło Zakurzewa, na północ od Grudziądza. Przy ujściu na wysokim wzgórzu (68,1 m n.p.m.) tuż przy skarpie wiślanej, od północy i wschodu opływa cytadelę grudziądzką. 
W okolicach Grudziądza charakterystyczne dla Osy są cofki.
Zlewnia posiada zróżnicowaną rzeźbę terenu, charakteryzuje się gęstą siecią hydrologiczną i występowaniem wielu jezior. Zlewnia jest głównie zbudowana z glin zwałowych i piasków sandrowych. W podmokłych obniżeniach terenu występują torfy. Większość zlewni zajmują gleby brunatne wyługowane, a w niewielkich płatach gleby brunatne właściwe, bielicowe i hydrogeniczne. Pod względem struktury użytkowania gruntu 50% stanowią lasy, pozostała część to głównie grunty rolne. 
Osa w 2003 roku na prawie całej swojej długości prowadziła wody pozaklasowe.
Rzeka była wzmiankowana już w 1222 r. jako północna granica ziemi chełmińskiej, będąc tym samym granicą między ówczesnym Mazowszem i Prusami. W latach 1920–1939 jej środkowym odcinkiem biegła granica Polski i Prus Wschodnich.

## Ochrona przyrody
Osa wraz z nurtem przepływa przez następujące formy ochrony:
- Park Krajobrazowy Pojezierza Iławskiego
- Obszar Chronionego Krajobrazu Pojezierza Iławskiego
- Obszar Chronionego Krajobrazu Jeziora Goryńskiego
- Obszar Chronionego Krajobrazu Doliny Osy i Gardęgi
- Rezerwat przyrody Dolina Osy
- Obszar Chronionego Krajobrazu Strefy Krawędziowej Doliny Wisły.
- Park Krajobrazowy Góry Łosiowe

## Miejscowości nad Osą
- Gardzień
- Szymbark
- Ząbrowo
- Zazdrość
- Czachówki
- Biskupiec
- Osówko
- Płowężek
- Mędrzyce
- Świecie nad Osą
- Słupski Młyn
- Rogóźno-Zamek
- Owczarki
- Zakurzewo
- Mózgowo
- Gałdowo
- Grudziądz